# Adelosebastes latens
Adelosebastes latens is een straalvinnige vissensoort uit de familie van schorpioenvissen (Sebastidae). De wetenschappelijke naam van de soort is voor het eerst geldig gepubliceerd in 1979 door Eschmeyer, Abe & Nakano.